# Zornring
Inom matematiken är en Zornring en alternativ ring där för varje ickenilpotent x finns det ett element y så att xy är en nollskilt idempotent (Kaplansky 1968, pages 19, 25). Kaplansky (1951) uppkallade dem efter Max Zorn, som undersökte ett liknande krav i (Zorn 1941).
För associativa ringar kan definitionen av Zornringar omformuleras på följande vis: Jacobsonradikalen J(R) är ett nilideal och varje högerideal av R som inte är en delmängd av J(R) innehåller en nollskild idempotent. Ersättning av "högerideal" med "vänsterideal" ger en ekvivalent definition. Höger- eller Vänsterartinska ringars, vänster eller högerperfekta ringars, halvprimära ringar och von Neumannregelbundna ringar är exempel på associativa Zornringar.